# الوطن (جريدة تونسية)
الوطن هي صحيفة أسبوعية سياسية إخبارية جامعة تصدر في تونس عن حزب الاتحاد الديمقراطي الوحدوي ذي التوجهات القومية.
- صدر عددها الأول يوم 20 ماي/أيار 1990، وتم حجز عدديها 13 و14 في أكتوبر/تشرين الأول من نفس السنة بسبب أزمة الخليج آنذاك. توقفت بعد ذلك بمحض إرادتها ثم عادت للظهور في السنوات الأخيرة، وتحولت من جريدة نصف شهرية إلى جريدة أسبوعية.
- أدارها في البداية عبد الرحمن التليلي أمين عام الاتحاد الديمقراطي الوحدوي ثم تولاها خليفته في الحزب أحمد الإينوبلي. تعطلت الصحيفة عن الصدور بعيد الثورة التونسية واقتصرت على نسختها الإلكترونية. من أهم صحافييها نور الدين المباركي.